# Brzyczno
Brzyczno [pronunciación en polaco: /ˈbʐɨt͡ʂnɔ/] es un pueblo ubicado en el distrito administrativo de Gmina Pełczyce, dentro del Condado de Choszczno, Voivodato de Pomerania Occidental, en el norte de Polonia occidental. Se encuentra aproximadamente a 7 kilómetros al norte de Pełczyce, a 11 kilómetros al suroeste de Choszczno, y a 59 kilómetros al sureste de la capital regional Szczecin.
Antes de 1945, el área fue parte de Alemania. Para la historia de la región, vea Historia de Pomerania.